# Пал (Нідерланди)
Пал (нід. Paal) — селище в нідерландській провінції Зеландія. Входить до муніципалітету Гюлст.
Його площа становить 0,12 км², а населення станом на 2021 рік складало 75 осіб.
Перша згадка про населений пункт датується 1847 роком.

## Галерея

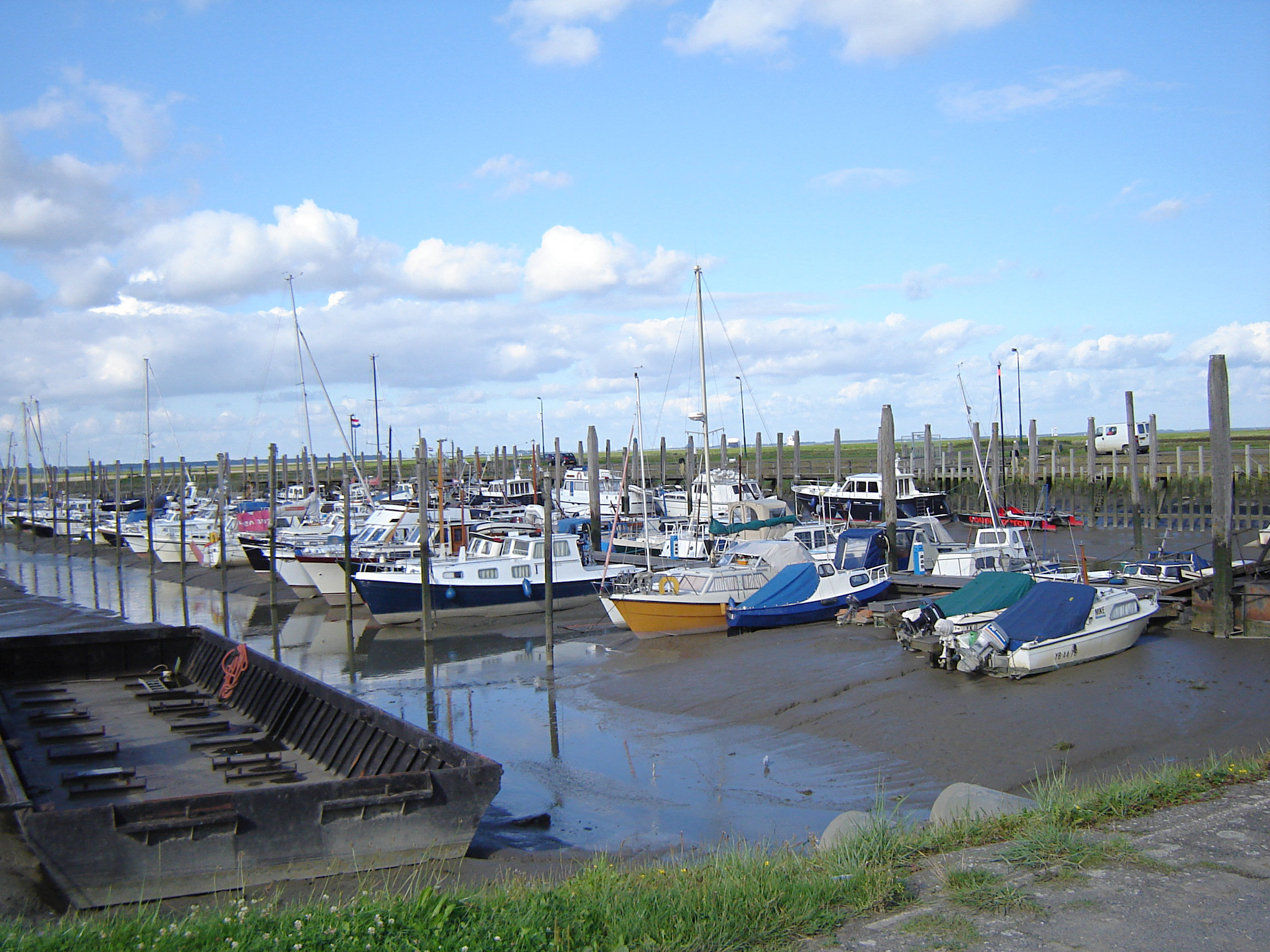
Гавань у Палі
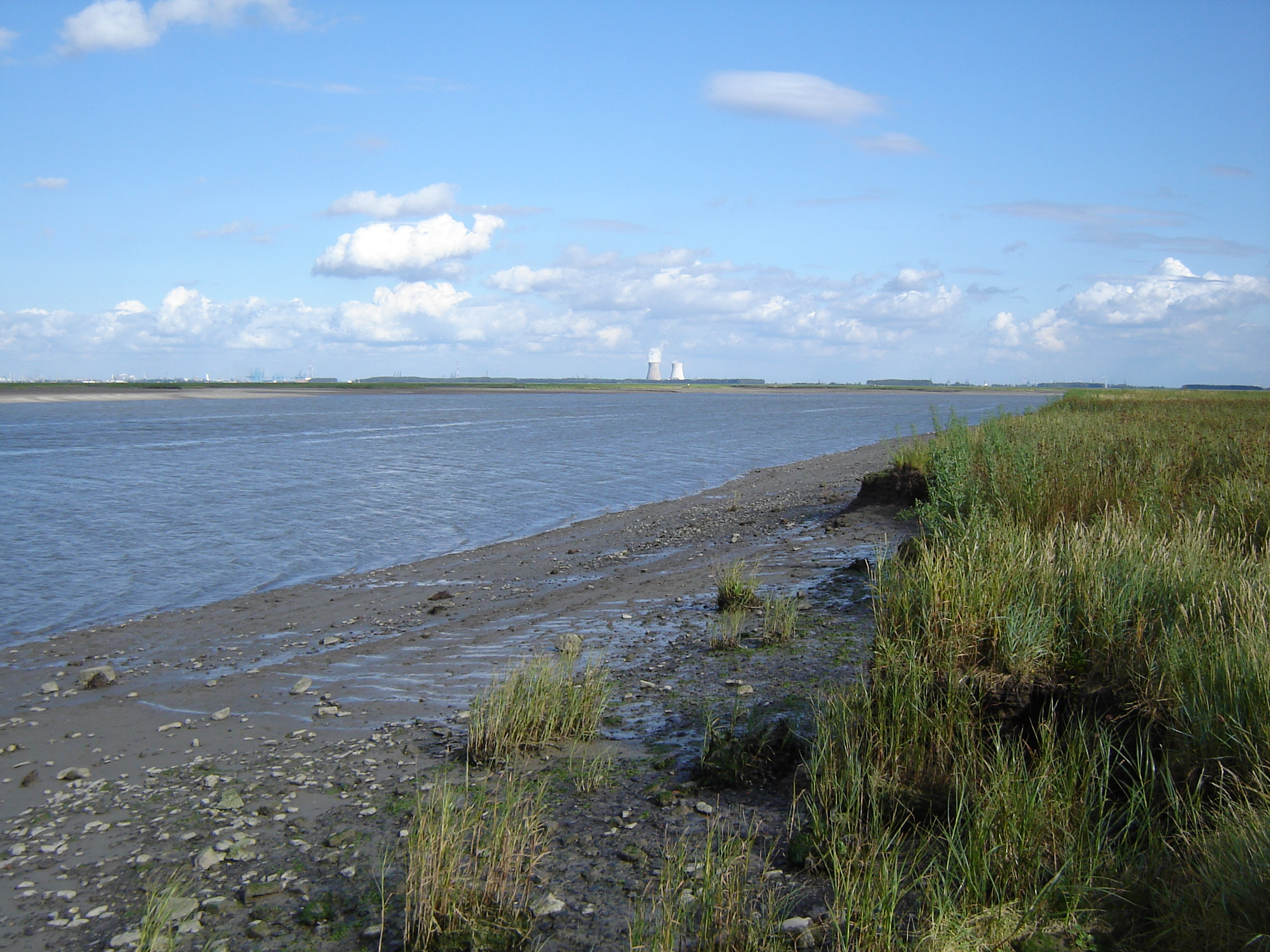
Вид із селища на бельгійську АЕС Дул